# Коварды
Коварды (баш. Ҡауарҙы) — село в Гафурийском районе Республики Башкортостан Российской Федерации. Административный центр Ковардинского сельсовета.

## География

### Географическое положение
Расстояние до:
- районного центра (Красноусольский): 61 км,
- ближайшей ж/д станции (Белое Озеро): 76 км.

## Население
| 2002 | 2009 | 2010 |
| ---- | ---- | ---- |
| 908  | ↗971 | ↘818 |

Согласно переписи 2002 года, преобладающая национальность — башкиры (100 %).

## Религия
В селе есть мечеть.